# Exocentrus nigricollis
Exocentrus nigricollis är en skalbaggsart som beskrevs av Hintz 1919. Exocentrus nigricollis ingår i släktet Exocentrus och familjen långhorningar. Inga underarter finns listade i Catalogue of Life.